# Lari (Casciana Terme Lari)
Lari è una frazione che costituisce il capoluogo del comune italiano sparso di Casciana Terme Lari, nella provincia di Pisa, in Toscana.
Fino al 2013 costituì comune autonomo, composto anche dalle frazioni di Casciana Alta, Cevoli, Lavaiano, Perignano, San Ruffino e Usigliano. Dal 1º gennaio 2014 si è fuso con Casciana Terme per formare il nuovo comune di Casciana Terme Lari.
Conserva numerosi resti del suo illustre passato quando era (fino agli inizi del XIX secolo) di fatto il capoluogo delle Colline Pisane (dette anche Colline di Lari) e della Valdera. 
Alla città è stata conferita la Bandiera arancione, un marchio di qualità turistico-ambientale conferito dal Touring Club Italiano ai piccoli comuni dell'entroterra italiano.

## Geografia fisica
I principali corsi d'acqua del territorio di Lari sono il fiume Zannone ed il fosso Reale, mentre nella zona est scorre il torrente Cascina, che si immette nel fiume Era.

## Storia
In passato Lari è stato un importante centro politico, amministrativo e agricolo, di fatto svolgendo la funzione per secoli di "capoluogo della Colline Pisane".
Nell'antichità è importante località sulla strada tra Pisa e Volterra, città etrusca a cui Lari rimane legata fino alla tarda antichità. L'origine del nome "Lari" è stata ricondotta al termine etrusco-romano «lar», Lare, divinità protettrice delle vie di comunicazione campestri, e al nome di persona etrusco «Lars» (cfr. Lars Porsenna). Vari ritrovamenti effettuati nel territorio larigiano confermano una origine etrusca ed un'intensa attività in epoca romana (necropoli etrusca di S. Ruffino dell'VIII-VII secolo a.C., cippo sepolcrale etrusco di marmo -oggi al Castello dei Vicari)- del III-II secolo a.C., tomba etrusca di Casciana Alta, statua romana del I secolo a.C. del Castello dei Vicari), ritrovata da Giovanni Ranieri Fascetti.
Conquistata e fortificata dai Longobardi, fino all´XI secolo rimane libero comune rurale (il cui probabile stemma - a tre bande orizzontali blu, bianca e verde con al centro una volpe (forse un lupo) "passante al naturale" - era in uso fino al Seicento), con il popolo della comunità (contadini proprietari maschi per lo più) chiamati anche a scegliere e votare il parroco (ancora nel XVIII secolo il giuspatronato popolare era praticato). 

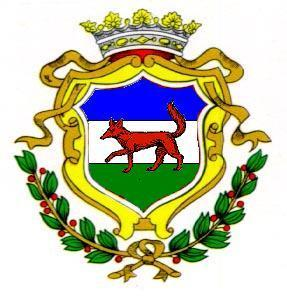
Stemma di Lari in uso fino al XVI secolo, con la "volpe passante al naturale"

 Risale all'epoca longobarda (che avevano scelto Lucca come capitale della Toscana) l'inclusione (fino al XVII secolo) di Lari nella diocesi di Lucca. Conteso tra Lucca (Comune e vescovo), Pisa (Comune e vescovo) e Repubblica di Firenze, Lari diventa un caposaldo della Repubblica di Pisa, mentre nel XIII secolo cade in mano alla famiglia (allora ribelle a Pisa) degli Upezzinghi.
Nel 1406 passa a Firenze, che ha appena preso la città di Pisa. Firenze eleva Lari al rango di capoluogo delle Colline pisane e livornesi, ospitando i Vicari del governo fiorentino (membri delle più nobili famiglie cittadine: Medici, Pitti, Capponi, Guicciardini, Silvatici e altre). Il Vicariato di Lari aveva giurisdizione su un vasto territorio che si estendeva da Pontedera a Riparbella, da Palaia e Peccioli a Rosignano Marittimo e Livorno. Durante i primi secoli della dominazione fiorentina la frazioni settentrionali vengono spopolate, con il Comune di Perignano che si riunisce ormai a Lari. Tra fine Quattrocento e inizi Cinquecento Lari è di nuovo parte della rinata Repubblica di Pisa, che però perderà definitivamente la sua indipendenza nel 1509.
Con le riforme asburgo-lorenesi dell'Ottocento e l'annessione al Piemonte, Lari perde progressivamente importanza amministrativo-giudiziaria, mantenendo però - fino a metà del Novecento - una certa importanza commerciale (mercato settimanale e fiere del bestiame) e agricola (produzione delle ciliegie). In epoca fascista le frazioni sud vennero staccate dal comune di Lari per creare il comune di "Bagni di Casciana", oggi Casciana Terme. Un referendum tenutosi nei giorni 6 e 7 ottobre 2013 ha visto prevalere il sì ad una proposta delle amministrazioni di Lari e Casciana Terme di dar origine ad un unico comune a partire dal 1º gennaio 2014, denominato Casciana Terme Lari.
Oggi Lari conserva le imponenti strutture della fortezza rinascimentale, già residenza dei Vicari fiorentini. Il complesso, ben conservato, è aperto al pubblico durante tutto l'anno (orari di apertura su www.castellodilari.it). Nel complesso sono visibili reperti etruschi, romani e rinascimentali (terrecotte invetriate dei Della Robbia), affreschi medievali e rinascimentali, il "Salone dei tormenti", le carceri, i sotterranei detti "l'inferno". Il castello, dopo alcuni decenni d'abbandono, negli ultimi 15 anni ha vissuto (grazie soprattutto al volontariato giovanile) un momento di rinascita e sta diventando la principale risorsa del centro storico, richiamando sul capoluogo del comune ogni anno decine di migliaia di turisti. Non pochi sono i turisti che si recano al Castello anche per vedere i luoghi che secondo alcune testimonianze sarebbero abitati dal locale fantasma, di nome Rosso della Paola.

### Simboli

Stemma in uso prima della concessione ufficiale

Con decreto del presidente della Repubblica del 29 ottobre 2012 venne concesso al Comune di Lari uno stemma 
e un gonfalone consistente in un drappo di bianco.
In precedenza lo stemma del comune era d'azzurro, alla torre merlata alla guelfa, fondata sulla campagna al naturale e il gonfalone era un drappo di color azzurro. Entrambi gli stemmi si rifacevano al castello e alla torre che dominavano il paese; lo stemma con la torre è attestato fin dal 1534.
Fino alla metà del XVII secolo, lo stemma usato dalla comunità di Lari fu la volpe, passante al naturale, sullo sfondo di un interzato in fascia di azzurro, di argento e di verde.

## Monumenti e luoghi d'interesse

### Architetture religiose
- Propositura di San Leonardo e di Santa Maria Assunta
- Chiesa del Santissimo Sacramento e della Misericordia
- Chiesa della Sacra Famiglia, in località Boschi di Lari
- Oratorio della Madonna del Carmine
- Oratorio della Madonna della Neve
- Oratorio della Maddalena, "dar Curini", Palazzo Curini Galletti
- Cappella dei Santi Anna e Nicola
- Cappella dei Vicari

### Architetture civili
- Logge del Mercato
- Palazzo Comunale
- Ex palazzo della Cancelleria
- Ex palazzo comunale
- Acquedotto comunale

### Architetture militari
- Castello dei Vicari
- Mura di Lari

## Società

### Evoluzione demografica
Sono qui riportati gli abitanti del comune autonomo di Lari dal 1861 al 2011, che comprendeva oltre alla frazione capoluogo anche quelle di Casciana Alta, Cevoli, Lavaiano, Perignano, San Ruffino e Usigliano.
Abitanti censiti

## Cultura

### Istruzione

#### Archivi e biblioteche
- Archivio comunale di Lari
- Archivio parrocchiale di Lari
- Biblioteca comunale di Lari

#### Musei
- Museo "F. Baldinucci" e Castello dei Vicari

#### Teatri
- Teatro Comunale di Lari
- Teatro delle Suore (Lari)

### Media
- "Il Castello", anni venti, trenta e ottanta del XX secolo
- "Il Gazzettino delle Colline di Lari", su gazzettinodellecolline.wordpress.com.
- "Lari In Diretta", Comune di Lari, su comune.lari.pi.it.

### Cucina
- Ciliegia di Lari

### Eventi
- Sagra della Ciliegia (ultima settimana di maggio e prima di giugno)
- Festival Collinarea (ultima settimana di luglio e prima di agosto)
- Festa Rossa dei lavoratori (1º maggio)

## Geografia antropica
Il borgo di Lari è composto dall'antica parte castellana, in posizione dominante su una collina, e da una parte moderna sviluppatasi intorno ad essa verso le pendici del colle.
Numerose sono inoltre le varie località rurali che convergono intorno al paese. Si ricordano Aiale, Boschi, Capannile, Colle, Croce, Gramugnana, La Capannina, Orceto e Querceto.

## Economia

### Artigianato
Per quanto riguarda l'artigianato, è diffusa e rinomata l'antica arte del mobile grazie alla quale vengono realizzati oggetti spazianti dallo stile rinascimentale fino a quello moderno.

## Amministrazione
Quello che segue è l'elenco degli amministratori del comune autonomo di Lari fino al 2014, anno dell'istituzione del comune di Casciana Terme Lari.
| Periodo          | Periodo          | Primo cittadino | Partito                                                                      | Carica  | Note  |
| ---------------- | ---------------- | --------------- | ---------------------------------------------------------------------------- | ------- | ----- |
| 18 agosto 1988   | 23 dicembre 1991 | Paolo Biasci    | Partito Democratico della Sinistra, Partito Comunista Italiano               | Sindaco | [ 8 ] |
| 23 dicembre 1991 | 7 giugno 1993    | Giovanni Bacci  | Partito Democratico della Sinistra                                           | Sindaco | [ 8 ] |
| 7 giugno 1993    | 28 aprile 1997   | Giovanni Bacci  | Partito Democratico della Sinistra                                           | Sindaco | [ 8 ] |
| 28 aprile 1997   | 14 maggio 2001   | Giovanni Bacci  | centro-sinistra                                                              | Sindaco | [ 8 ] |
| 14 maggio 2001   | 30 maggio 2006   | Ivan Mencacci   | centro-sinistra                                                              | Sindaco | [ 8 ] |
| 30 maggio 2006   | 16 maggio 2011   | Ivan Mencacci   | "L'Ulivo Un progetto per Lari" (Democratici di Sinistra/Partito Democratico) | Sindaco | [ 8 ] |
| 16 maggio 2011   | 1º gennaio 2014  | Mirko Terreni   | "Uniti in un progetto per Lari - Centrosinistra" (Partito Democratico)       | Sindaco | [ 8 ] |

## Galleria d'immagini

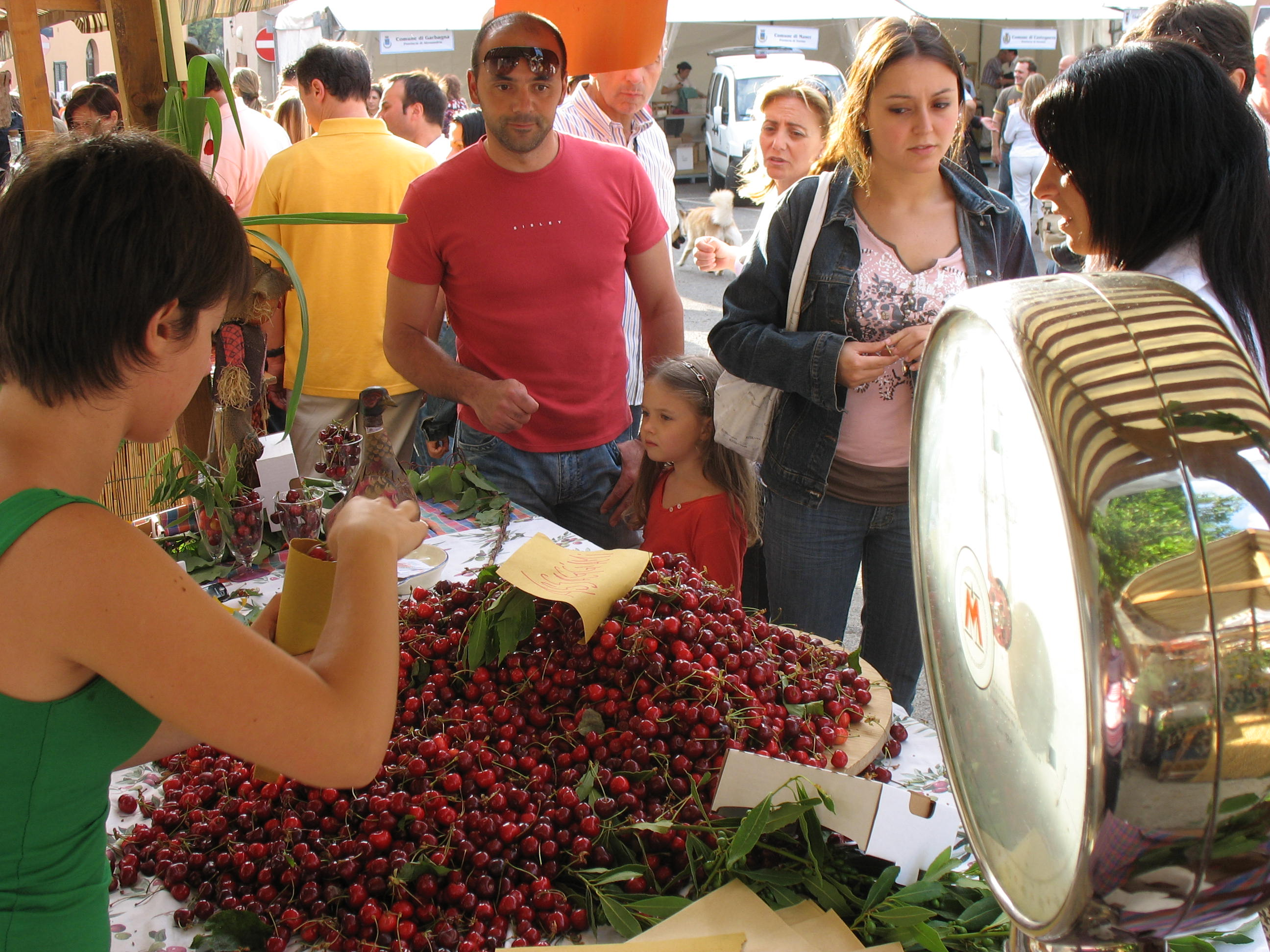
Sagra delle Ciliegie (2007)
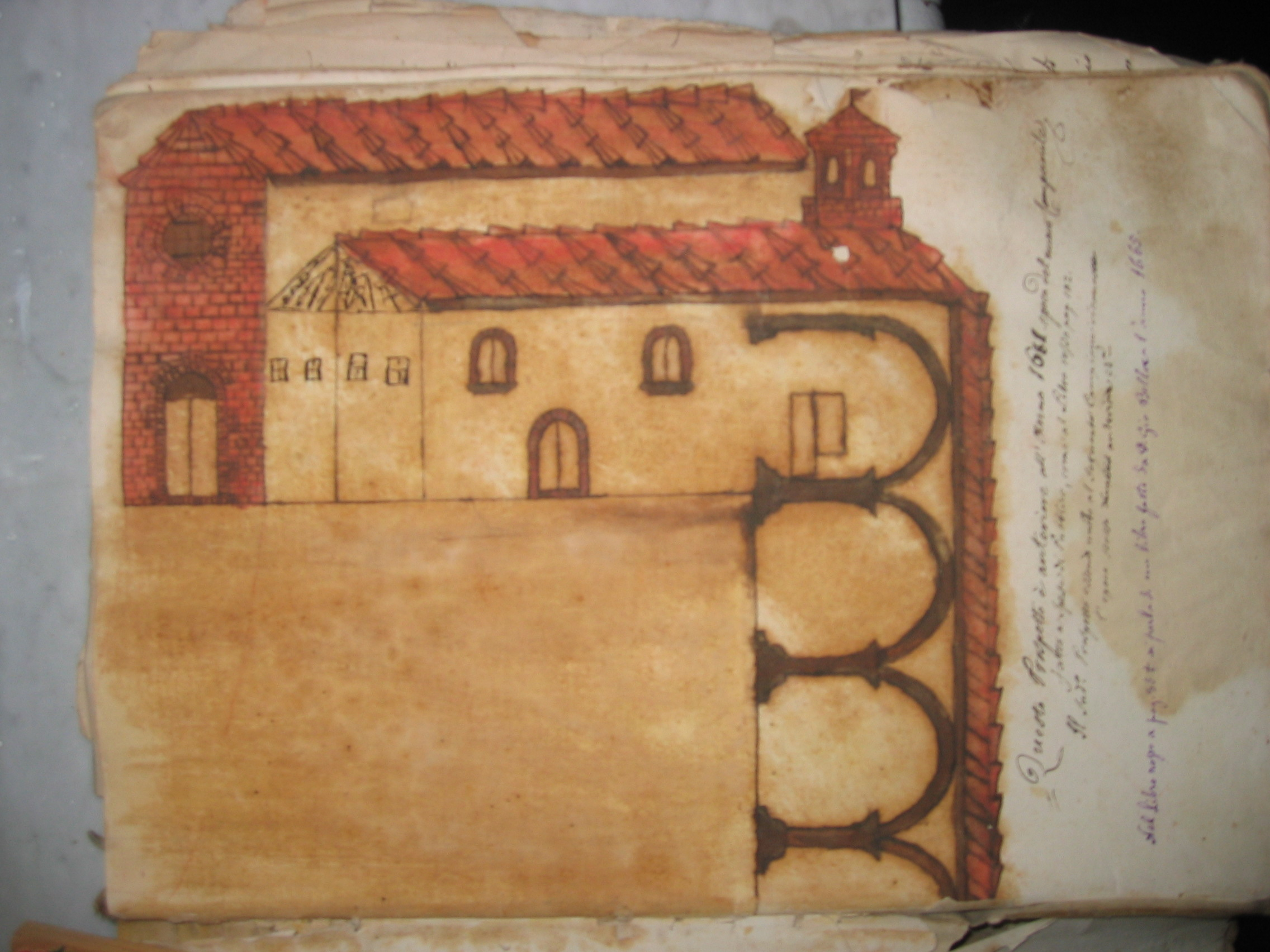
Piazza e loggia del mercato e parrocchiale di Lari in un disegno del XVII secolo
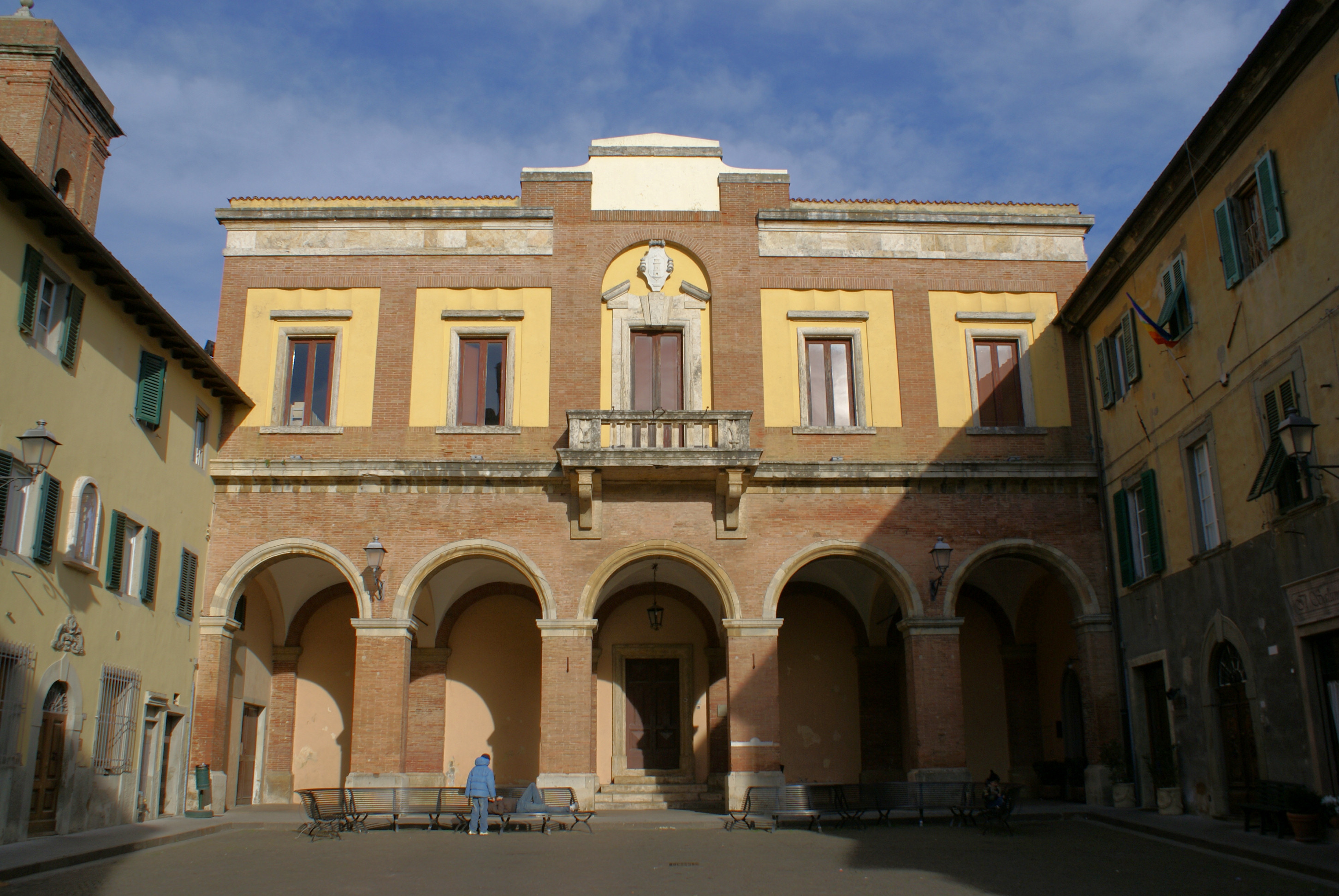
Piazza delle Logge oggi con l'ex Casa del Fascio sopra il loggiato del mercato e l'odierna intitolatura "Piazza Matteotti"
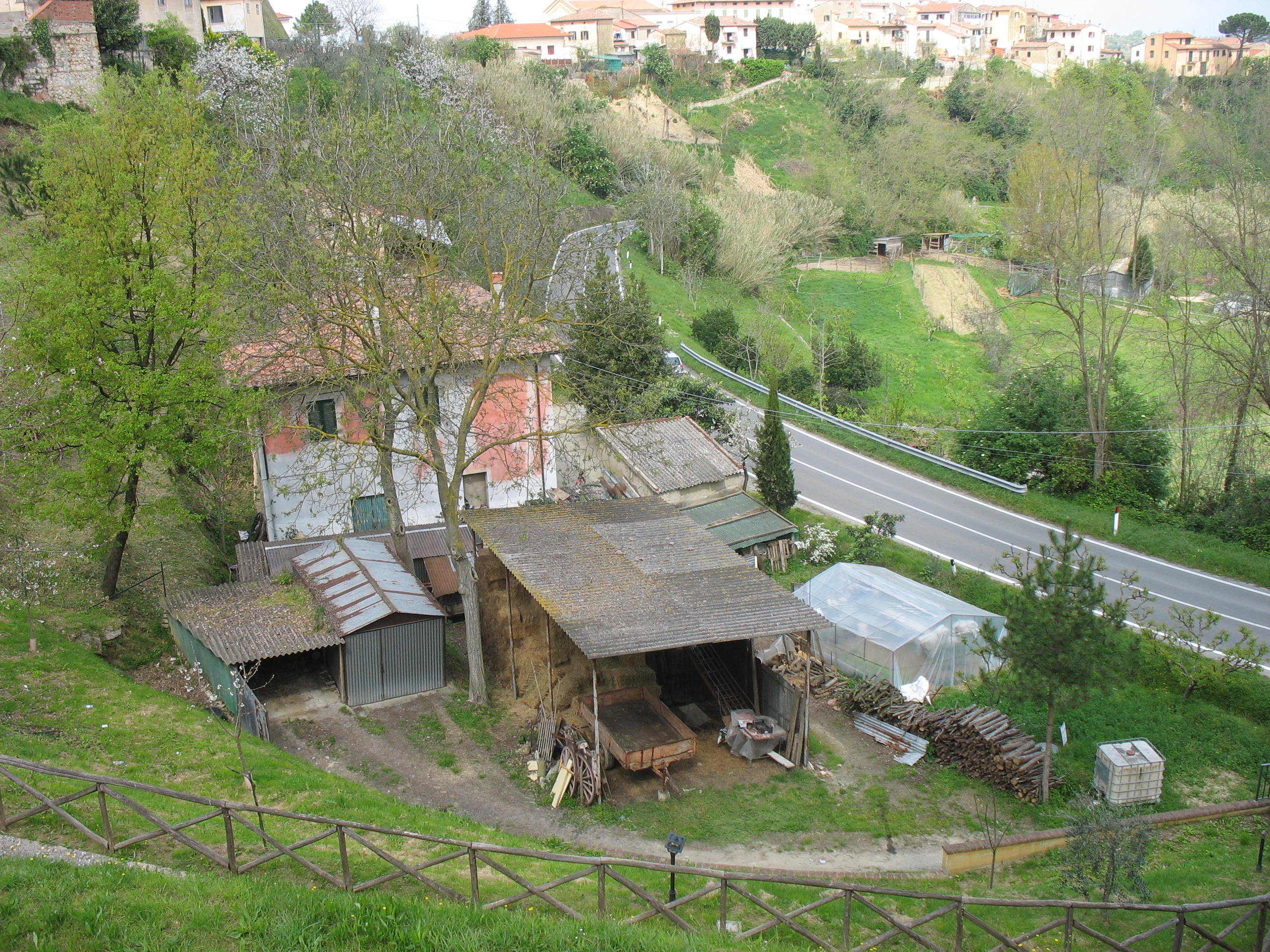
Casa colonica ancora "viva" secondo la tradizione contadina larigiana (Lari)
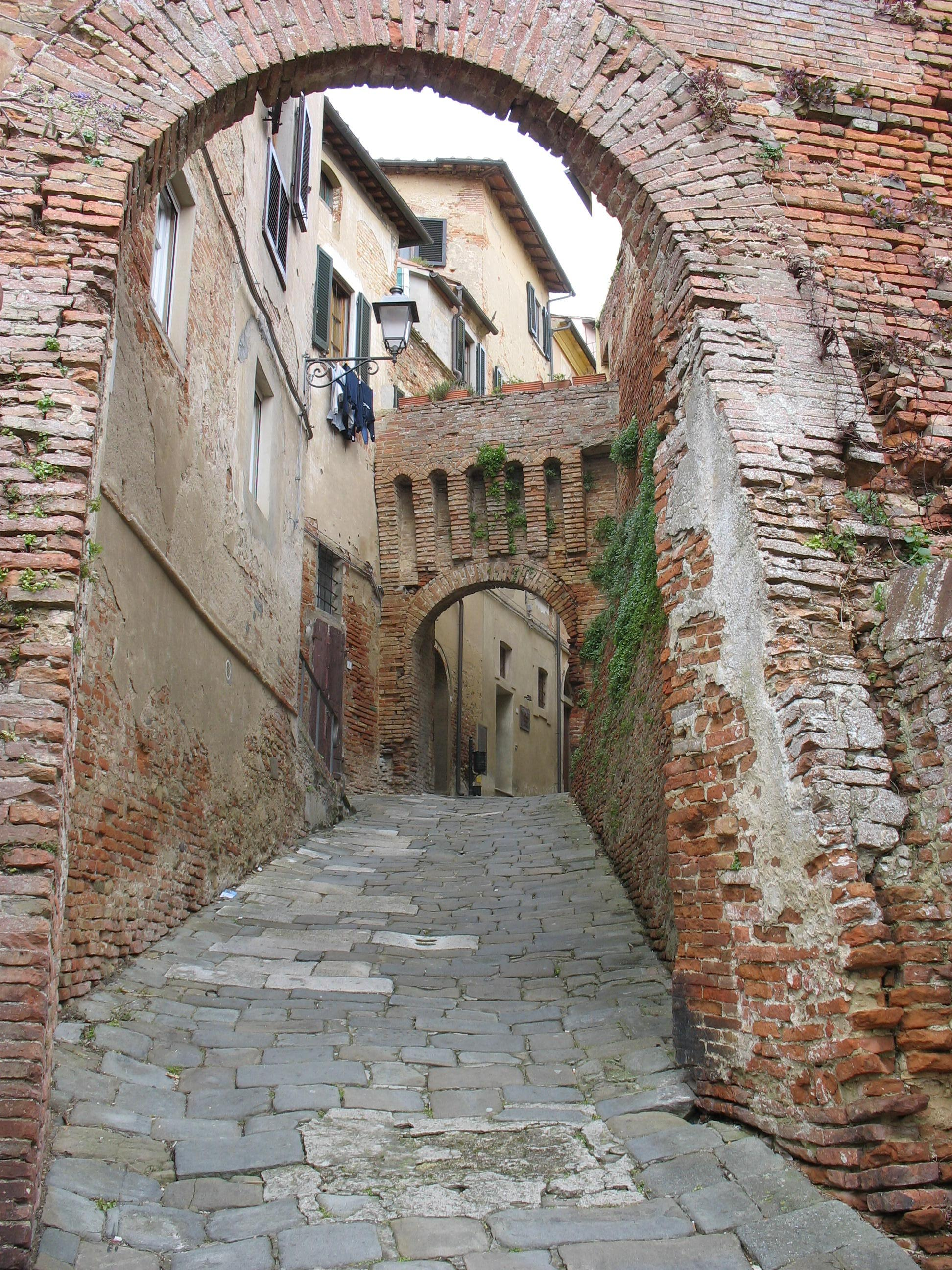
Porta "maremmana" o "pisana"
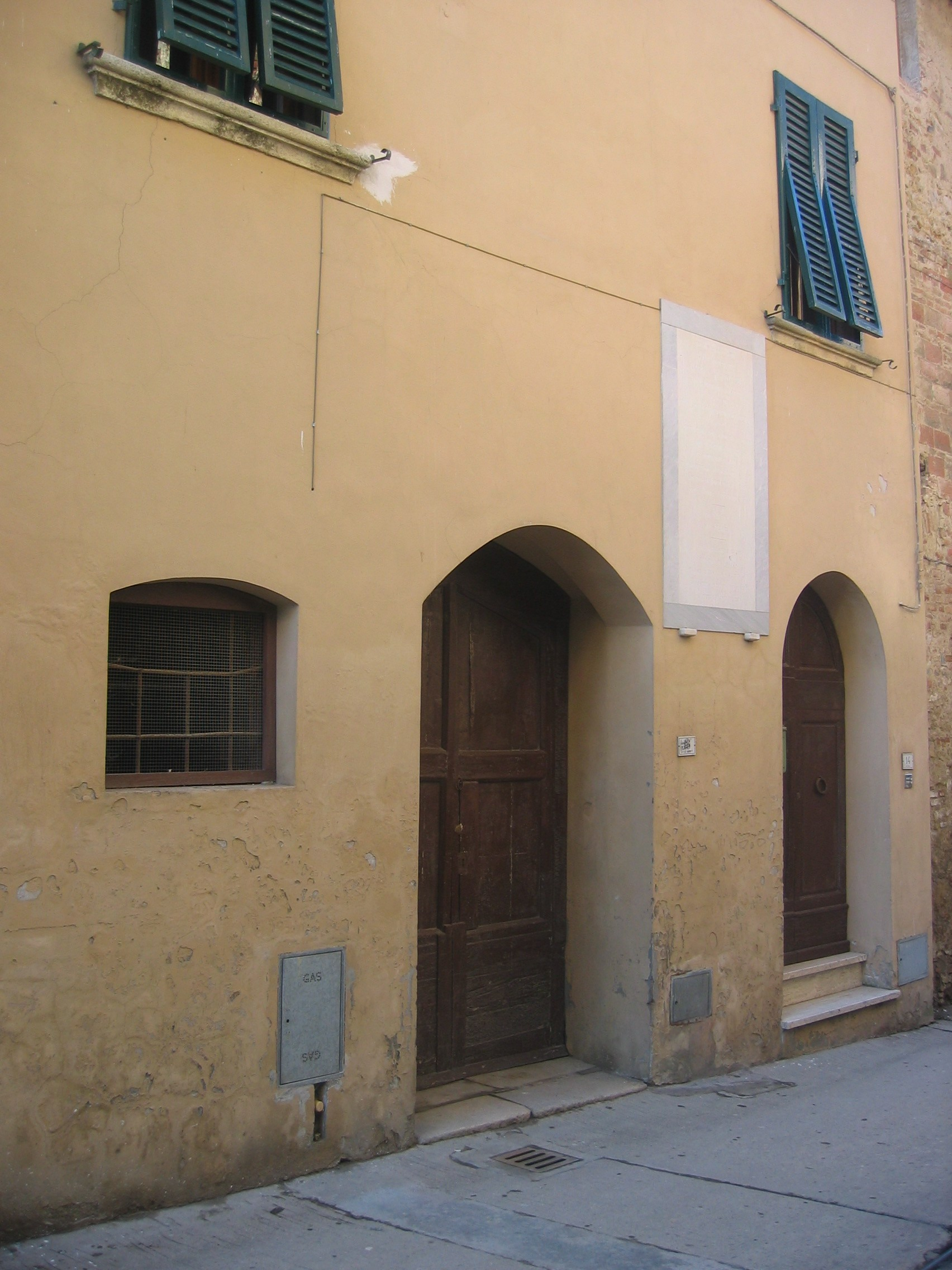
Casa natale di Eusebio Valli, a Casciana (Alta), Lari
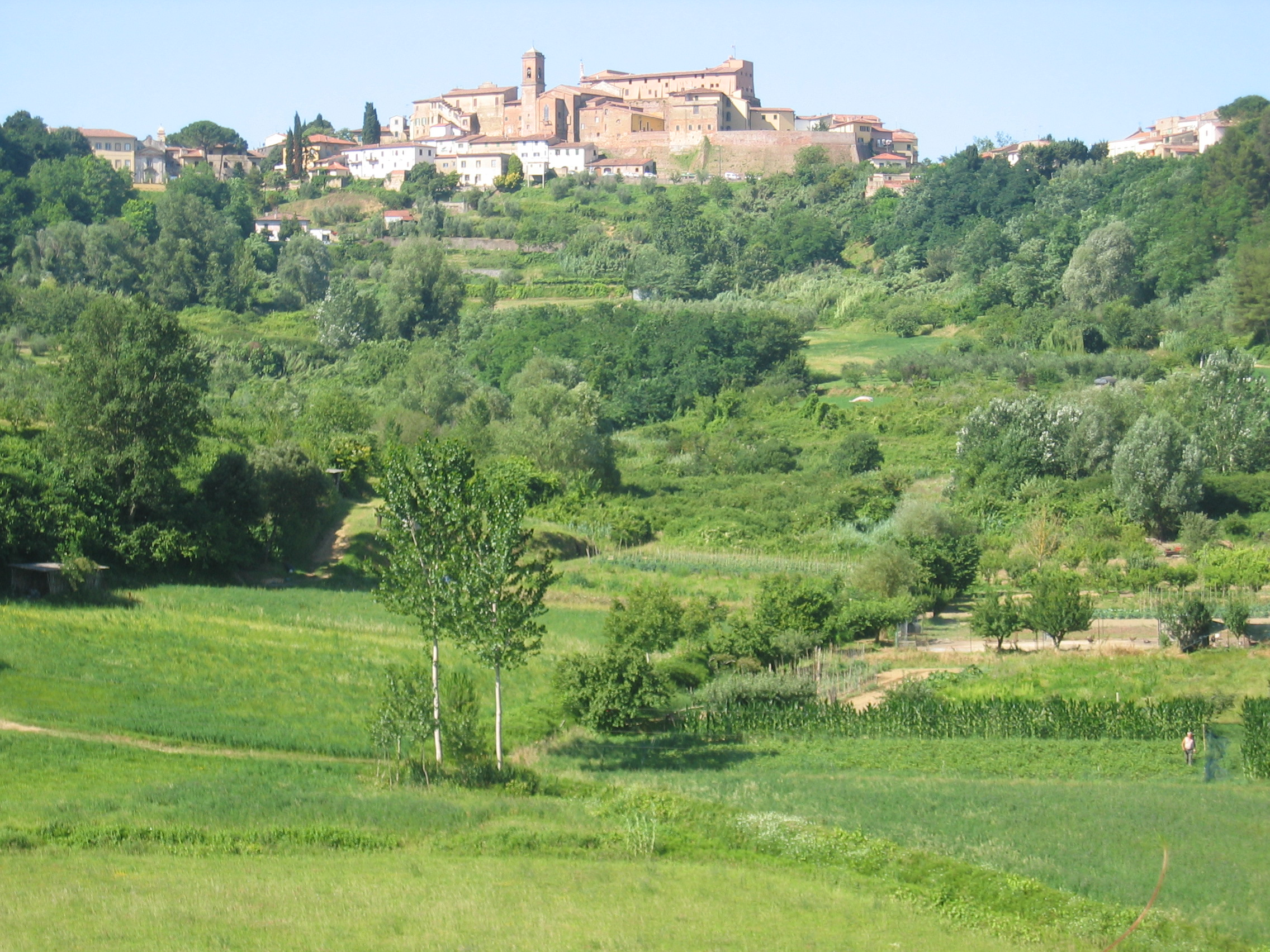
Lari visto dalla valle dello Zannone, in Pisinacchio
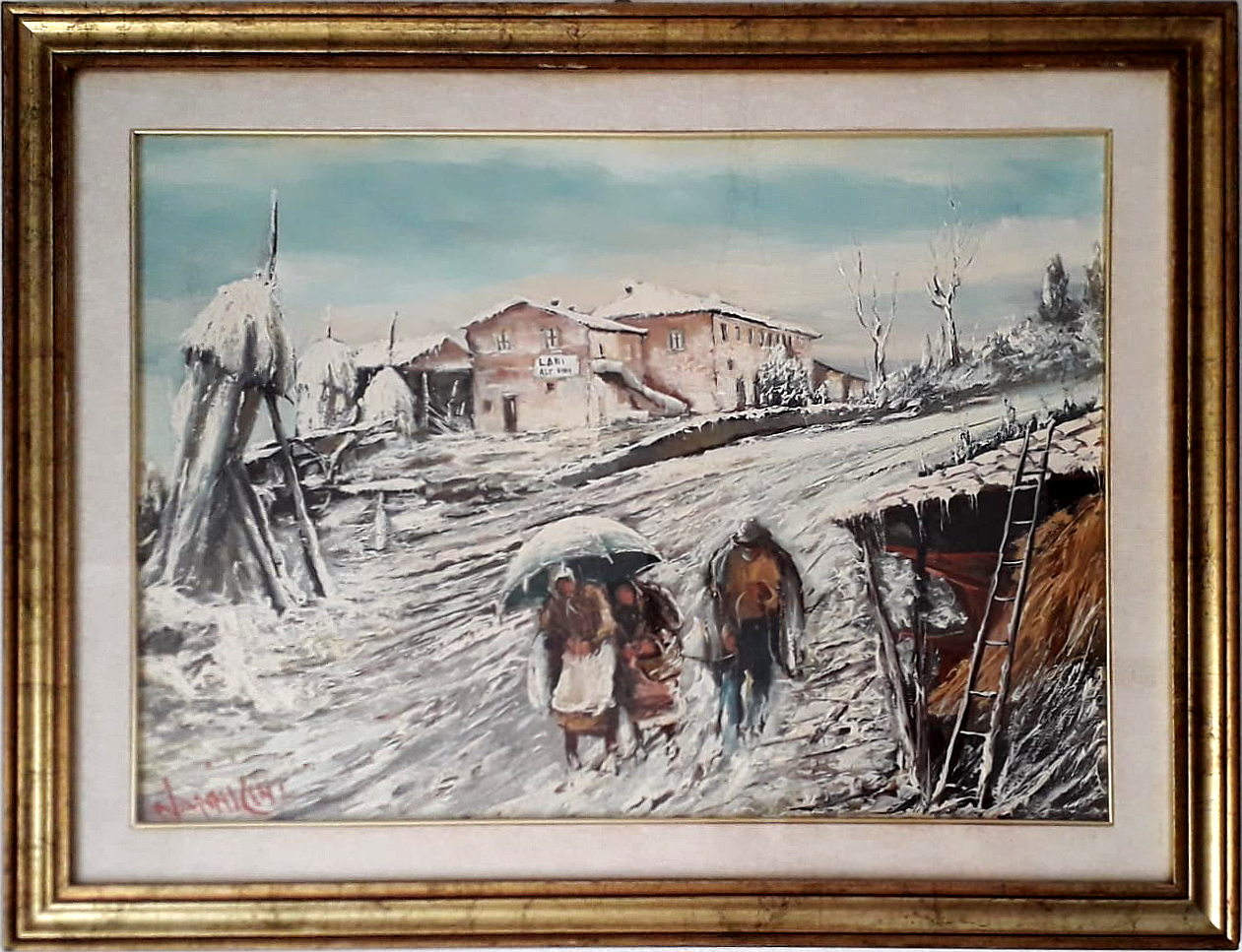
"Scene d'altri tempi a Lari (PI)" di Lando Nannicini